# Jugoszlávia az 1992. évi téli olimpiai játékokon
Jugoszlávia a franciaországi Albertville-ben megrendezett 1992. évi téli olimpiai játékok egyik részt vevő nemzete volt. Az országot az olimpián 6 sportágban 25 sportoló képviselte, akik érmet nem szereztek.

## Alpesisí
Férfi
| Versenyző         | Versenyszám            | 1. futam      | 1. futam      | 2. futam | 2. futam | Összesítés    | Összesítés    |
| Versenyző         | Versenyszám            | Idő           | Hely.         | Idő      | Hely.    | Idő           | Helyezés      |
| ----------------- | ---------------------- | ------------- | ------------- | -------- | -------- | ------------- | ------------- |
| Enis Bećirbegović | Műlesiklás             | nem ért célba | nem ért célba | kiesett  | kiesett  | kiesett       | kiesett       |
| Enis Bećirbegović | Óriás-műlesiklás       | nem ért célba | nem ért célba | kiesett  | kiesett  | kiesett       | kiesett       |
| Enis Bećirbegović | Szuperóriás-műlesiklás |               |               |          |          | 1:24,15       | 67.           |
| Rejmon Horo       | Műlesiklás             | nem ért célba | nem ért célba | kiesett  | kiesett  | kiesett       | kiesett       |
| Rejmon Horo       | Óriás-műlesiklás       | nem ért célba | nem ért célba | kiesett  | kiesett  | kiesett       | kiesett       |
| Slađan Ilić       | Műlesiklás             | 1:11,48       | 61.           | 1:08,59  | 45.      | 2:20,07       | 46.           |
| Igor Latinović    | Óriás-műlesiklás       | kizárták      | kizárták      | kiesett  | kiesett  | kiesett       | kiesett       |
| Igor Latinović    | Szuperóriás-műlesiklás |               |               |          |          | nem ért célba | nem ért célba |
| Zoran Perušina    | Műlesiklás             | 1:01,43       | 53.           | 1:03,11  | 42.      | 2:04,54       | 42.           |
| Zoran Perušina    | Óriás-műlesiklás       | 1:18,95       | 73.           | 1:17,07  | 57.      | 2:36,02       | 58.           |
| Zoran Perušina    | Szuperóriás-műlesiklás |               |               |          |          | 1:25,23       | 72.           |
| Edin Terzić       | Szuperóriás-műlesiklás |               |               |          |          | 1:24,70       | 69.           |

| Versenyző      | Versenyszám | Lesiklás | Lesiklás | Lesiklás | Műlesiklás    | Műlesiklás    | Műlesiklás | Műlesiklás | Műlesiklás | Műlesiklás | Műlesiklás | Összesítés | Összesítés |
| Versenyző      | Versenyszám | Lesiklás | Lesiklás | Lesiklás | 1. futam      | 1. futam      | 2. futam   | 2. futam   | Össz.      | Össz.      | Össz.      | Összesítés | Összesítés |
| Versenyző      | Versenyszám | Idő      | Pont     | Hely.    | Idő           | Hely.         | Idő        | Hely.      | Idő        | Pont       | Hely.      | Pont       | Helyezés   |
| -------------- | ----------- | -------- | -------- | -------- | ------------- | ------------- | ---------- | ---------- | ---------- | ---------- | ---------- | ---------- | ---------- |
| Igor Latinović | Összetett   | 1:58,57  | 138,63   | 53.      | nem ért célba | nem ért célba | kiesett    | kiesett    | kiesett    | kiesett    | kiesett    | kiesett    | kiesett    |
| Zoran Perušina | Összetett   | 2:14,19  | 297,85   | 59.      | nem ért célba | nem ért célba | kiesett    | kiesett    | kiesett    | kiesett    | kiesett    | kiesett    | kiesett    |
| Edin Terzić    | Összetett   | 1:59,90  | 152,19   | 54.      | nem ért célba | nem ért célba | kiesett    | kiesett    | kiesett    | kiesett    | kiesett    | kiesett    | kiesett    |

Női
| Versenyző          | Versenyszám            | 1. futam | 1. futam | 2. futam | 2. futam | Összesítés | Összesítés |
| Versenyző          | Versenyszám            | Idő      | Hely.    | Idő      | Hely.    | Idő        | Helyezés   |
| ------------------ | ---------------------- | -------- | -------- | -------- | -------- | ---------- | ---------- |
| Vesna Dunimagloska | Műlesiklás             | 1:04,26  | 41.      | 59,52    | 36.      | 2:03,78    | 34.        |
| Vesna Dunimagloska | Óriás-műlesiklás       | 1:24,02  | 47.      | kizárták | kizárták | kiesett    | kiesett    |
| Marina Vidović     | Műlesiklás             | 57,99    | 38.      | 53,47    | 31.      | 1:51,46    | 31.        |
| Marina Vidović     | Óriás-műlesiklás       | 1:16,72  | 41.      | 1:16,46  | 32.      | 2:33,18    | 33.        |
| Marina Vidović     | Szuperóriás-műlesiklás |          |          |          |          | 1:34,35    | 41.        |

| Versenyző      | Versenyszám | Lesiklás      | Lesiklás      | Lesiklás      | Műlesiklás    | Műlesiklás    | Műlesiklás | Műlesiklás | Műlesiklás | Műlesiklás | Műlesiklás | Összesítés | Összesítés |
| Versenyző      | Versenyszám | Lesiklás      | Lesiklás      | Lesiklás      | 1. futam      | 1. futam      | 2. futam   | 2. futam   | Össz.      | Össz.      | Össz.      | Összesítés | Összesítés |
| Versenyző      | Versenyszám | Idő           | Pont          | Hely.         | Idő           | Hely.         | Idő        | Hely.      | Idő        | Pont       | Hely.      | Pont       | Helyezés   |
| -------------- | ----------- | ------------- | ------------- | ------------- | ------------- | ------------- | ---------- | ---------- | ---------- | ---------- | ---------- | ---------- | ---------- |
| Arijana Boras  | Összetett   | nem ért célba | nem ért célba | nem ért célba | kiesett       | kiesett       | kiesett    | kiesett    | kiesett    | kiesett    | kiesett    | kiesett    | kiesett    |
| Marina Vidović | Összetett   | 1:35,82       | 124,40        | 36.           | nem ért célba | nem ért célba | kiesett    | kiesett    | kiesett    | kiesett    | kiesett    | kiesett    | kiesett    |

## Biatlon
Férfi
| Versenyző                                              | Versenyszám      | Lövőhiba | Időeredmény | Helyezés |
| ------------------------------------------------------ | ---------------- | -------- | ----------- | -------- |
| Zoran Ćosić                                            | 10 km sprint     | 2        | 33:14,6     | 86.      |
| Zoran Ćosić                                            | 20 km egyéni     | 4        | 1:09:12,8   | 81.      |
| Mladen Grujić                                          | 10 km sprint     | 3        | 30:27,6     | 76.      |
| Mladen Grujić                                          | 20 km egyéni     | 6        | 1:08:40,6   | 79.      |
| Admir Jamak                                            | 10 km sprint     | 2        | 33:08,8     | 85.      |
| Admir Jamak                                            | 20 km egyéni     | 0        | 1:14:09,6   | 84.      |
| Tomislav Lopatić                                       | 10 km sprint     | 3        | 34:30,1     | 87.      |
| Tomislav Lopatić                                       | 20 km egyéni     | 8        | 1:14:35,8   | 85.      |
| Mladen Grujić Tomislav Lopatić Zoran Ćosić Admir Jamak | 4 × 7,5 km váltó | 0        | 1:38:40,2   | 19.      |

## Bob
| Versenyző                                                          | Versenyszám | 1. futam | 1. futam | 2. futam | 2. futam | 3. futam | 3. futam | 4. futam | 4. futam | Összesítés | Összesítés |
| Versenyző                                                          | Versenyszám | Idő      | Hely.    | Idő      | Hely.    | Idő      | Hely.    | Idő      | Hely.    | Idő        | Helyezés   |
| ------------------------------------------------------------------ | ----------- | -------- | -------- | -------- | -------- | -------- | -------- | -------- | -------- | ---------- | ---------- |
| Borislav Vujadinović Miro Pandurević                               | Kettes      | 1:02,22  | 29.      | 1:02,43  | 29.      | 1:02,73  | 30.      | 1:02,73  | 30.      | 4:10,11    | 29.        |
| Dragiša Jovanović Ognjen Sokolović                                 | Kettes      | 1:02,67  | 35.      | 1:02,97  | 34.      | 1:02,94  | 33.      | 1:02,81  | 32.      | 4:11,39    | 34.        |
| Zdravko Stojnić Dragiša Jovanović Miro Pandurević Ognjen Sokolović | Négyes      | 1:00,16  | 26.      | 1:00,28  | 24.*     | 1:00,59  | 26.      | 1:00,27  | 24.      | 4:01,30    | 24.        |

* - egy másik csapattal azonos eredményt ért el

## Gyorskorcsolya
Férfi
| Versenyző       | Versenyszám | Eredmény | Helyezés |
| --------------- | ----------- | -------- | -------- |
| Bajro Čenanović | 500 m       | 43,09    | 42.      |
| Bajro Čenanović | 1500 m      | 2:12,09  | 45.      |
| Bajro Čenanović | 5000 m      | 8:20,30  | 36.      |
| Slavenko Likić  | 500 m       | 43,81    | 43.      |
| Slavenko Likić  | 1000 m      | 1:28,57  | 43.      |

## Sífutás
Férfi
| Versenyző             | Versenyszám         | Eredmény      | Helyezés      |
| --------------------- | ------------------- | ------------- | ------------- |
| Bekim Babić           | 10 km               | 37:55,9       | 101.          |
| Bekim Babić           | 15 km üldözőverseny | 56:34,8       | 89.           |
| Bekim Babić           | 30 km               | 2:06:09,4     | 82.           |
| Aleksandar Milenković | 10 km               | 35:47,0       | 87.           |
| Aleksandar Milenković | 15 km üldözőverseny | 52:38,8       | 75.           |
| Aleksandar Milenković | 30 km               | 1:57:57,4     | 80.           |
| Aleksandar Milenković | 50 km               | 2:34:31,1     | 65.           |
| Momo Skokić           | 10 km               | 36:48,4       | 94.           |
| Momo Skokić           | 15 km üldözőverseny | nem ért célba | nem ért célba |
| Momo Skokić           | 30 km               | nem ért célba | nem ért célba |
| Momo Skokić           | 50 km               | nem ért célba | nem ért célba |

## Szánkó
| Versenyző        | Versenyszám | 1. futam | 1. futam | 2. futam | 2. futam | 3. futam | 3. futam | 4. futam | 4. futam | Összesítés | Összesítés |
| Versenyző        | Versenyszám | Idő      | Hely.    | Idő      | Hely.    | Idő      | Hely.    | Idő      | Hely.    | Idő        | Helyezés   |
| ---------------- | ----------- | -------- | -------- | -------- | -------- | -------- | -------- | -------- | -------- | ---------- | ---------- |
| Ismar Biogradlić | Férfi egyes | 48,997   | 34.      | 48,570   | 34.      | 49,783   | 34.      | 49,305   | 34.      | 3:16,655   | 34.        |
| Igor Špirić      | Férfi egyes | 48,261   | 33.      | 47,947   | 33.      | 48,707   | 33.      | 48,508   | 30.      | 3:13,423   | 33.        |